# Gram Kommune
Koordinaten: 55° 17′ N, 9° 3′ O
| Basisdaten    | Basisdaten                |
| ------------- | ------------------------- |
| Fläche        | 131,36 km² (2005)         |
| Einwohner     | 4.860 (2005)              |
| Bürgermeister | Hans Peter Geil (Venstre) |
| Website       | www.gramkommune.dk        |

Gram Kommune (deutsch Gramm) war eine Kommune in Sønderjyllands Amt (Nordschleswig) im südwestlichen Dänemark. Sie entstand 1970 durch Zusammenlegung der drei Gemeinden Fole (deutsch: Fohl), Gram (deutsch: Gramm) und Højrup (deutsch: Hoirup). Am 1. Januar 2007 ging sie mit den beiden östlichen Nachbarkommunen Vojens und Haderslev (deutsch: Hadersleben) sowie den Gemeinden Bevtoft, Hjerndrup, Bjerning und Fjelstrup in der 60.000 Einwohner zählenden neuen Großkommune Haderslev auf. Bei der Kommunalwahl im November 2005 wurde der bisherige (und letzte) Grammer Bürgermeister Hans Peter Geil zum ersten Verwaltungschef der neuen Einheit gewählt.
In der Stadt Gram, die der ehemaligen Kommune ihren Namen gab, befinden sich ein Naturhistorisches Museum sowie an der nördlichen Ortsausfahrt das Schloss Gram, ein Schloss aus dem 16. Jahrhundert. Das Schloss selbst steht Besuchern (außer zu besonderen Anlässen) nicht offen, der Park mit dem Schloss-See hingegen ist der Öffentlichkeit ganzjährig zugänglich.
Ebenfalls sehenswert ist die Gram Kirke aus dem frühen 13. Jahrhundert. Der Glockenturm der Kirche wurde im 15. Jahrhundert angebaut, die ältere der beiden Kirchenglocken darin datiert von 1512.